# ناتسكي يوشياما
ناتسكي يوشياما (باليابانية: 内山奈月) هي آيدولة يابانية يابانية، ولدت في 25 سبتمبر 1995 في كاناغاوا في اليابان.